# غوليتسينو
غوليتسينو (بالروسية: Голицыно) هي إحدى مدن روسيا في الكيان الفدرالي الروسي موسكو أوبلاست.